# Albert Christophle
Pour les articles homonymes, voir Christophle.
 (mai 2019).
Albert Christophle, né à Domfront le 13 juillet 1830 et mort à Paris 16e le 23 janvier 1904, est un avocat, jurisconsulte et homme politique français, son fils George est le gendre d'Émile de Marcère.

## Biographie
Né de François-Alexandre Christophle, avocat, maire de Domfront, et de Françoise Legendre, Albert Christophle est reçu, en 1852, docteur à la Faculté de Droit de l'université de Caen, après quatre ans passés au barreau de la même ville.
Avocat au Conseil d'État et à la Cour de cassation en 1856, puis nommé préfet de l'Orne le 4 septembre 1870, il organise la défense dans son département, mais donne sa démission le 28 décembre à cause du décret prononçant la dissolution des conseils généraux et chargeant les préfets d'instituer des commissions départementales.
Il est élu député de l'Orne à l'Assemblée nationale en 1871, et siège au groupe centre gauche dont il est nommé président. Il soutient alors la politique d'Adolphe Thiers et contribue à contrer les attaques monarchistes. Réélu en 1876, il entre dans le cabinet Dufaure comme ministre des Travaux publics. Il est, en mai 1877 l'un des 363 députés s'opposant au gouvernement de Broglie.
Il est à nouveau élu député le 14 octobre 1877, est nommé gouverneur du Crédit foncier de France en 1878, mais échoue lors des élections sénatoriales de 1882 et aux législatives de 1885. Il est aussi maire de Tessé-la-Madeleine.
C'est en 1886, sous son impulsion, qu'un lotissement est créé au cœur de la forêt d'Andaine qui conduira, après sa mort, à la création de la commune de Bagnoles-de-l'Orne en 1913. C'est dans cette même forêt qu'Albert Christophle possédait le château du Gué-aux-Biches.
Il est président du syndicat général des Bouilleurs de cru, président de la commission parlementaire de la législation fiscale, et à ce titre fervent partisan de la loi sur le régime des boissons du 29 décembre 1900, dont il a publié un historique avec commentaire en 1901.

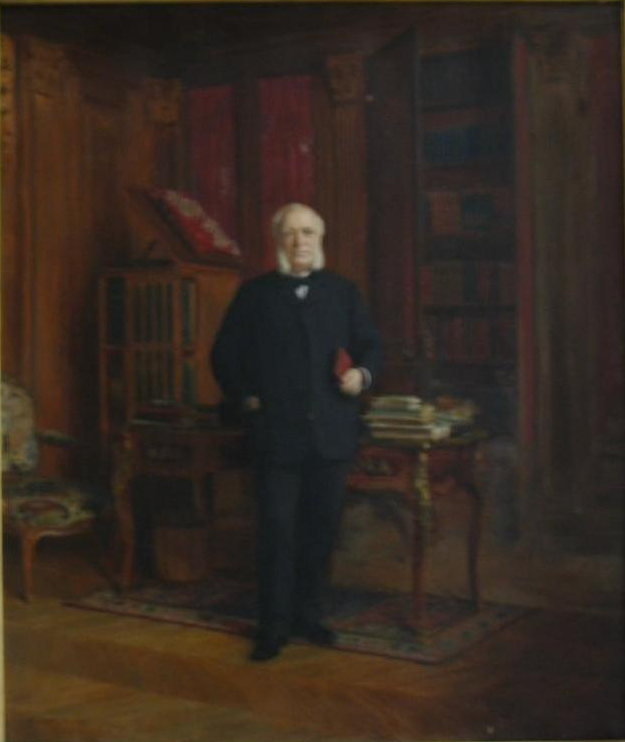
Portrait d'Albert Christophle par Basile Lemeunier.

## Mandats électifs
- 08/02/1871 - 07/03/1876 : député de la première circonscription de l'Orne
- 20/02/1876 - 25/06/1877 : député de la première circonscription de l'Orne
- 14/10/1877 - 27/10/1881 : député de la première circonscription de l'Orne
- 21/08/1881 - 09/11/1885 : député de la première circonscription de l'Orne
- 16/10/1887 - 11/11/1889 : député de la première circonscription de l'Orne
- 22/09/1889 - 14/10/1893 : député de la première circonscription de l'Orne
- 20/08/1893 - 31/05/1898 : député de la première circonscription de l'Orne
- 08/05/1898 - 31/05/1902 : député de la première circonscription de l'Orne

## Fonctions ministérielles
- 9 mars 1876 - 3 décembre 1876 : ministre des Travaux publics dans le gouvernement Jules Dufaure (4).
- 12 décembre 1876 - 17 mai 1877 : ministre des Travaux publics dans le gouvernement Jules Simon.

## Publications

### Droit, législation
- De l'action en nullité ou en rescision qui appartient aux mineurs, Thèse pour la Licence, 1850, Caen, A. Hardel, 37 p.  lire en ligne sur Gallica
- Traité théorique et pratique des travaux publics, 1862, 2 vols.
- La Solution loyale : renouvellement intégral, plébiscite, renouvellement partiel, 1872, Paris, Dentu, 34 p. lire en ligne sur Gallica
- La Loi sur le régime des boissons, Paris, Chevalier-Marescq, 1901, 67 p.

### Ouvrages historiques ou littéraires
- Une Élection municipale en 1738 : étude sur le droit municipal au XVIIIe siècle, Paris, Marescq (libr.), 1874, 105 p.
- Robert et Isabelle : nouvelle imitée de la Reine de Navarre, Paris, Lemerre, 1898, 11 p.
- La Légende d'Arlette : chronique rimée, Paris, Lemerre, 1899, 32 p.
- Fables, préf. de Jules Claretie, Paris, Lemerre, 1902, 306 p.
- Un Trio de légendes : Robert et Isabelle, la légende d'Arlette, le vair palefroi, préf. de Gaston Deschamps, Paris, Lemerre, 1902, pag. div.
- La Rupture. Conte En Vers, 1904.
- Préface de Les Ephémères, poésies, Mme N. Laumondays, Domfront : impr. de H. Senen, 1901[3].

## Résidences
- Paris
- Château du Gué-aux-biches, à Bagnoles-de-l'Orne

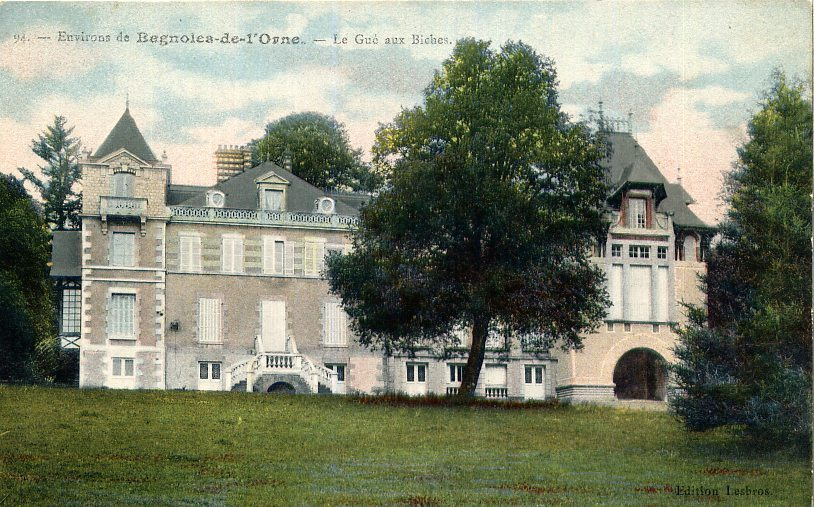
Le premier château du Gué-aux-Biches, demeure d'Albert Christophle.